# Cerastium axillare
Cerastium axillare là loài thực vật có hoa thuộc họ Cẩm chướng. Loài này được Correll mô tả khoa học đầu tiên năm 1967.